# Лео (собака)
Лео — собака-таможенник, помесь немецкой и бельгийской (малинуа) овчарки. Первая служебная собака аэропорта, обученная искать гашиш. Лео в течение шести лет (с марта 1978 по июнь 1984 года) трудился на таможне в амстердамском аэропорту Схипхол. С помощью Лео было арестовано около 300 человек, перевозивших наркотики. В общей сложности благодаря Лео было конфисковано три тонны гашиша, тонна марихуаны, 28 кг героина и 18 кг кокаина. В аэропортах собаки не контактируют с пассажирами, однако однажды Лео, проходя во внеслужебное время с кинологом по залу, обратил внимание на одного мужчину. Оказалось, что в ботинке пассажира было спрятано несколько грамм гашиша.
Постоянное воздействие шума самолётов привело к ухудшению слуха Лео. Дополнительная трудность для собак, работающих в багажных помещениях — освещение, вредное для зрения животных, а постоянное передвижение по багажным лентам отрицательно сказывается на состоянии скелета животного. После завершения службы в возрасте десяти лет Лео вышел на пенсию досрочно, получил пособие и ушёл на заслуженный отдых в отель для престарелых собак.